# Parabradyidius angelikae
Parabradyidius angelikae is een eenoogkreeftjessoort uit de familie van de Aetideidae. De wetenschappelijke naam van de soort is voor het eerst geldig gepubliceerd in 2000 door Schulz & Markhaseva.